# NGC 3863
NGC 3863 (również PGC 36607 lub UGC 6722) – galaktyka spiralna (Sbc), znajdująca się w gwiazdozbiorze Panny. Odkrył ją Albert Marth 25 marca 1865 roku.